# Інфанта Бланка Іспанська
Інфанта Бланка Іспанська (ісп. Blanca de Castilla Maria de la Concepción Teresa Francisca de Asis Margarita Juana Beatriz Carlota Luisa Fernanda Adelgunda Elvira Idelfonsa Regina Josefa Micaela Gabriela Rafaelade de Borbón, Infanta d'España 7 вересня 1868, Ґрац — 25 жовтня 1949, В'яреджо) — іспанська аристократка, старша дитина в сім'ї Карлоса, герцога Мадридського, претендента на трон Іспанії під ім'ям Карлос VII і його першої дружини, принцеси Маргарити Бурбон-Пармської. Бланка була членом Дому Бурбонів та інфантою Іспанії за народженням. Після шлюбу стала ерцгерцогинею Австрії.

## Біографія
Інфанта Бланка Іспанська була старшою дитиною Карлоса, герцога Мадридського, претендента на трон Іспанії під ім'ям Карлос VII, і його дружини, принцеси Маргарити Бурбон-Пармської. Дитинство Бланки було відзначено війною за іспанський трон, в якій її батько намагався отримати трон Іспанії. Після закінчення війни сім'я жила в Парижі. У 1881 році вони були вигнані з Франції через політичну діяльність батька. На той час батьки Бланки розійшлися: батько поїхав жити до свого палацу у Венецію, мати пішла до свого маєтку у В'яреджо, Італія. Бланка і її брати і сестри розривалися між батьками.

## Шлюб і діти

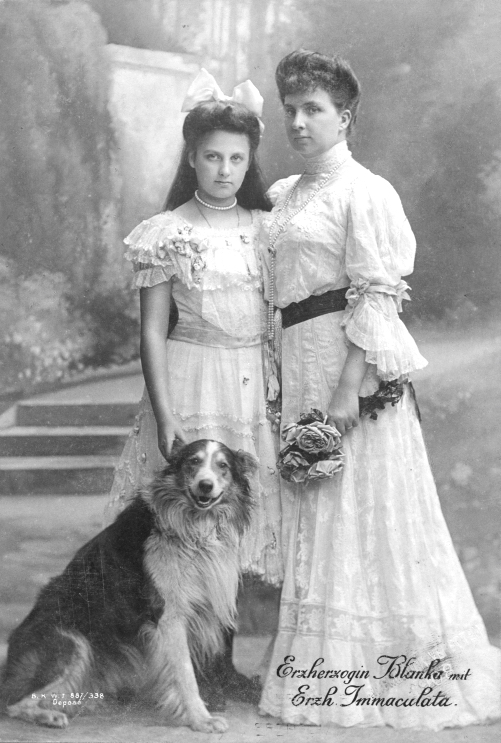
Із донькою Іммакулатою, 1908

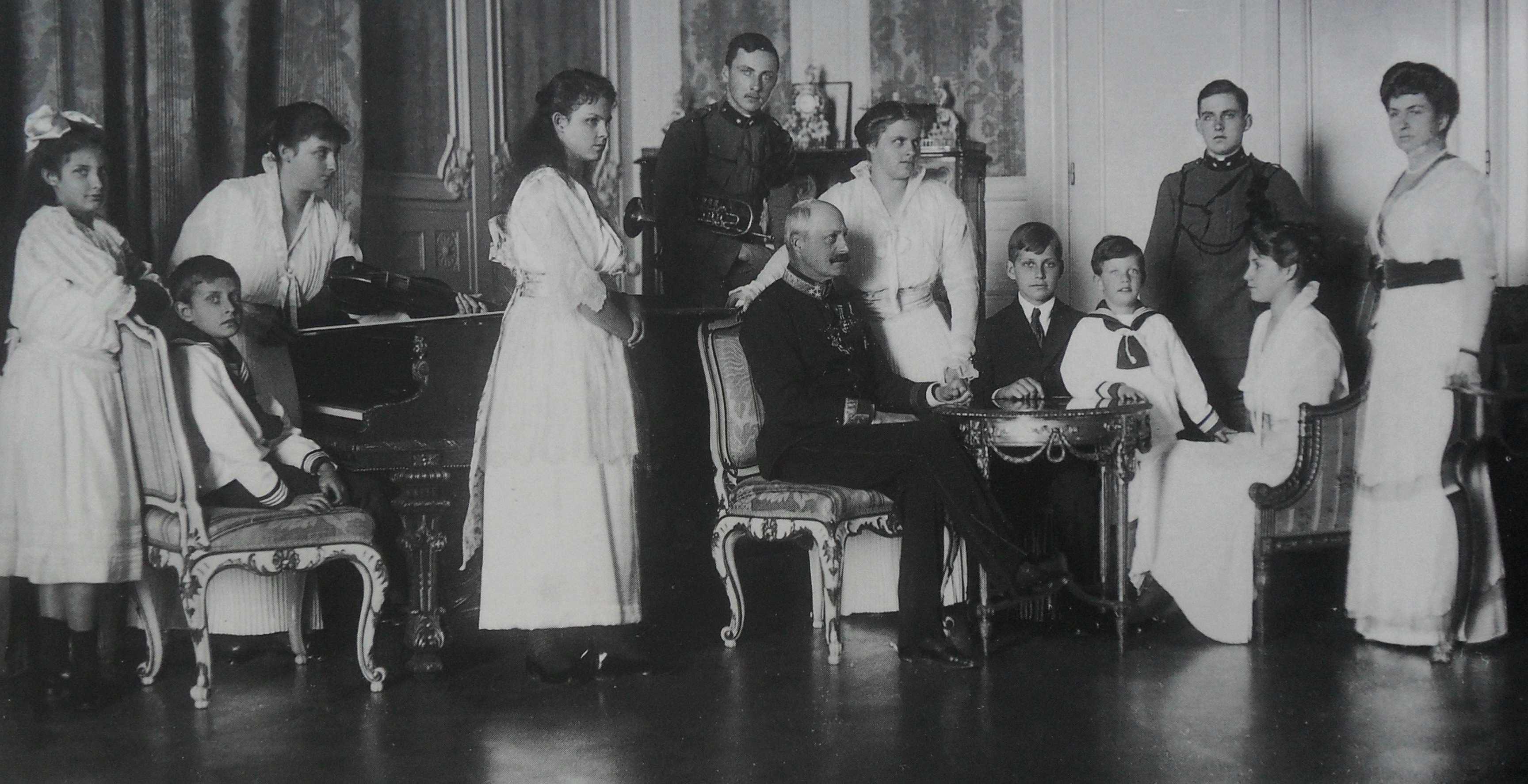
Інфанта Бланка разом з сім'єю, 1915 рік.

24 жовтня 1889 року Бланка стала дружиною австрійського ерцгерцога Леопольда Сальватора, другої дитини і старшого сина ерцгерцога Карла Сальватора Австрійського і його дружини, принцеси Марії Іммакулати Бурбон-Сицилійської. У шлюбі народида десять дітей:
- Долорес (1891—1974) — одружена не була, дітей не мала;
- Іммакулата (1892—1971) — дружина Нобеля Ігіньйо Нері-Сернера, дітей не мала;
- Маргарита (1894—1986) — дружина Франциско Марія Таліані ді Марчіо, дітей не мала;
- Райнер (1895—1930) — помер від зараження крові, дітей не мав;
- Леопольд (1897—1958) — був двічі морганатично одружений, мав дочку від першого шлюбу;
- Марія Антонія (1899—1977) — була двічі одружена, мала п'ятеро дітей від першого шлюбу;
- Антон (1901—1987) — одружився з румунською принцесою Ілеаною, мав шестеро дітей.
- Ассунта (1902—1993) — дружина Йосипа Хопфінгера, мала двох дочок;
- Франц Йосип (1905—1975) — був одружений двічі, мав дочку від другого шлюбу;
- Карл Пій (1909—1953) — був одружений з Крістою Сацгер де Балваніос, мав двох дочок.